# Tigréi háború
A tigréi háború 2020 és 2022 között lezajlott polgárháború volt Etiópia északi részén, Tigré tartományban. A tigréi kormánypárt, a Tigré Népi Felszabadítási Front (TPLF) és az etióp kormányzat közötti konfliktus azután eszkalálódott polgárháborúvá, hogy a központi kormányzat a koronavírus-járványra hivatkozva illegitimnek nyilvánította a TPLF győzelmével zárult regionális választásokat. A harcok 2020. november 4-én törtek ki, elsőként a tigrinyák támadtak meg katonai bázisokat a területen, majd a kormányerők vezettek Eritrea segítségével sikeres hadjáratot a felkelők ellen. Ezt követően az újjászerveződő tigrinyák ellentámadása már Etiópia középső területeit vette célba. A háború kitörésének második évfordulóján, 2022. november 3.-án a szembenálló felek aláírták a konfliktust lezárásáról, és a TPLF letette a fegyvert.
Tigrét a konfliktus kezdete óta éhínség sújtotta, és a harcok során számos háborús bűncselekmény történt. A háború eddigi veszteségeiről nincsenek pontos adatok. Szakértők szerint már eddig is több százezer ember veszthette életét. A rendkívül véres konfliktus ennek ellenére a vélemények szerint nem kapott elég figyelmet nemzetközi szinten.

## Háttér

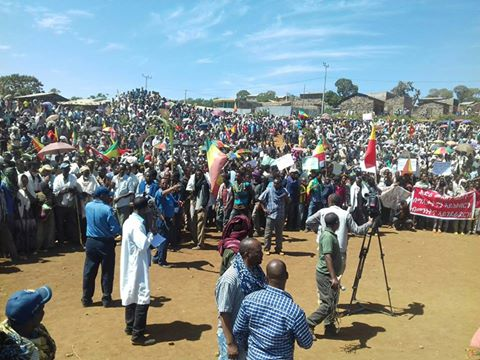
TPLF párti tüntetés Tigrében 2016-ban

A válság gyökere Abij Ahmed etióp miniszterelnök centralizációs törekvései voltak. A TPLF gerillahadseregével az 1990-es évek elején nagy szerepet játszott a kommunista, szovjetbarát etióp rezsim, a Derg megbuktatásában. Az ezt követő átmeneti időszakban a lakosság alig 6%-át kitevő tigrinya népcsoport tagjai szerezték meg az új kormányzat legfontosabb pozícióit és az ország elitjévé váltak. Amikor a régi tartományok rendszerét etnikai alapú szövetségi államok váltották fel, Tigréhez korábban az amhara tartományokhoz tartozó, de tigrinya lakosságú területeket is csatoltak. Az egyes nemzetiségek pártjai az EPRDF elnevezésű formációban tömörültek,amelynek vezetője egy tigrinya politikus, Meles Zenawi lett. Zenawi 1995-től 2012-es haláláig irányította az országot, és utódja, Haile Mariam Desalegne is folytatta a tigrinyák által dominált egypártrendszer politikáját.

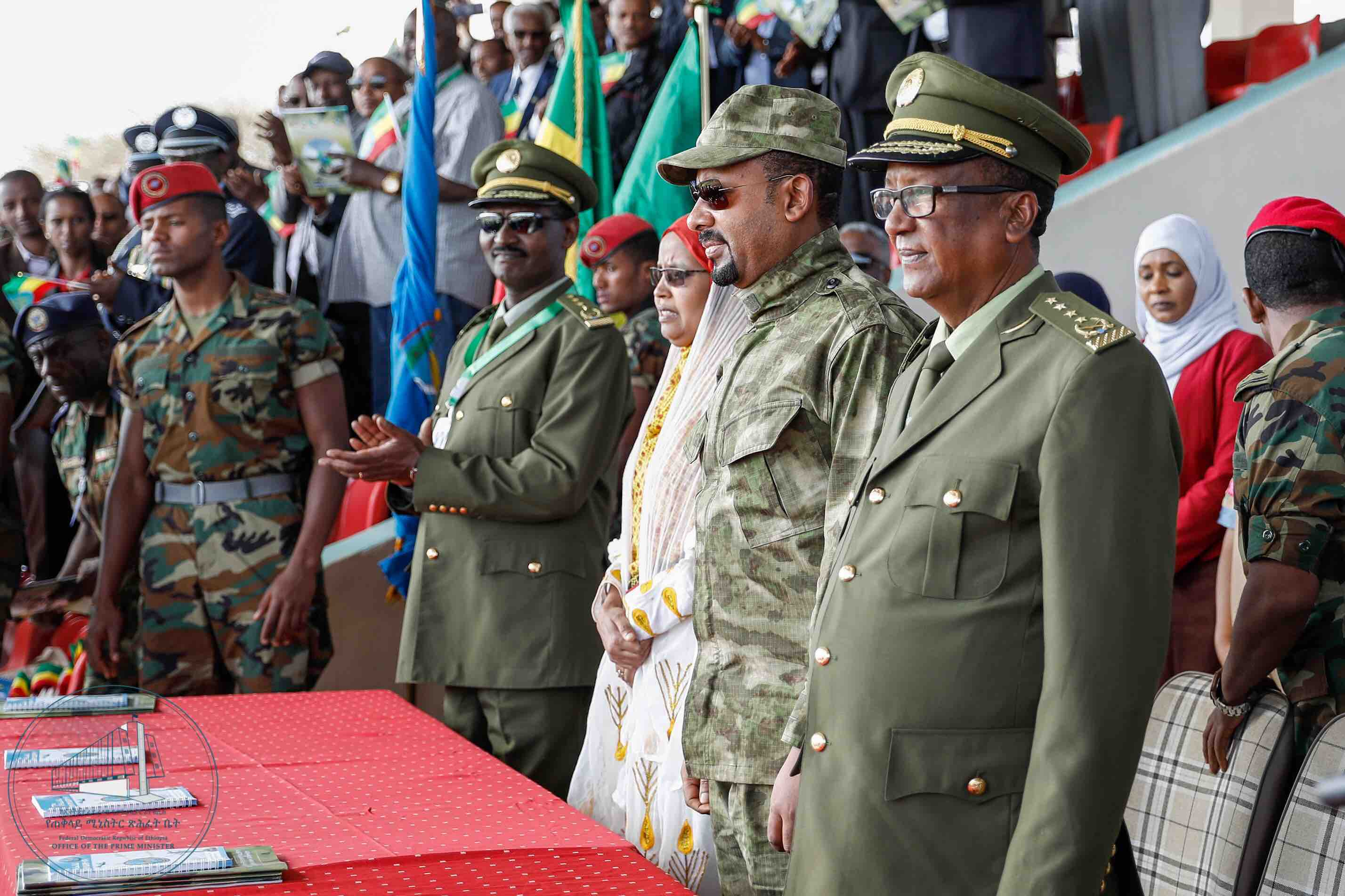
Abij Ahmed miniszterelnök egy 2019-es katonai felvonuláson, jobbján Birhanu Jula Gelalcha, az ENSZ békefenntartó erőinek vezetője Dél-Szudánban, balján pedig Se'are Mekonnen, az Északi Parancsnokság tigrinya vezetője. Mekonnent még ugyanebben az évben meggyilkolták egy Amhara állami puccskísérlet során

2018-ban azonban egy politikai válságot követően új miniszterelnök, az oromó nemzetiségű Abij Ahmed került hatalomra, aki számos ponton megsértette a tigrinya elit érdekeit, amikor a vezető poziciókba új, a többségi amhara és oromó népcsoportból származó politikusokat ültetett. Békét kötött az ősi rivális (az egyébként szintén tigrinya nemzetiségű Isaias Afewerki által vezetett) Eritreával, amiért béke-Nobel-díjat is kapott. A TPLF visszaszorult Tigrébe, de továbbra is a régió vezető politikai ereje maradt. A párt új vezetője a korábbi vezetéshez képest mérsékeltnek tartott, a korábbi kormányban kommunikáció és információs technológiaügyi miniszteri posztot betöltő Debretsion Gebremichael lett. 2018-ban választották meg Tigré miniszterelnökének (fő-adminisztrátorának) és a 2010-es években nem látszott jele a konfliktus eszkalálódásának, bár Tigré állam megerősítette a közvetlenül a szövetségi állam alá tartozó milíciát és rendőrséget. A helyzet 2020 augusztusában feszült pattanásig, amikor a kiírt tartományi választásokat a szövetségi kormány a COVID-19 járványra való tekintettel elnapolta, azonban Tigrében ennek ellenére is megtartották a szavazást, amelyen a TPLF győzedelmeskedett. Az Abij Ahmed vezette kormányzat illegitimnek nyilvánította a voksolást, ennek hatására a tigréi kormány minden kapcsolatot megszakított Addisz-Abebával.
Az etióp hadsereget Afrika hetedik legerősebb haderejeként tartják számon, magját a 162 000, a regionális viszonyok között nagyon jól képzett hivatásos katona adja. Az ENSZ békefenntartó missziók legfontosabb résztvevője volt kontinensszerte. A tigrinyák az etióp lakosságnak csak 6%-át teszik ki, azonban a katonaság 18%-át alkották, és a tisztikaron belül pedig több mint 40% arányban képviseltették magukat. Amikor Abij 2018-ban megkezdte a korábbi tigrinya vezetői réteg eltávolítását a hatalomból, az Egyesült Arab Emírségek segítségével elkezdte megszervezni saját elit osztagát, a hozzá hű Köztársasági Őrséget. Amikor azonban a háború kezdetén a tigrinya egységek átálltak a felkelők oldalára, a veterán stratégák hiánya így is nagy csapásnak bizonyult az etióp hadsereg számára. A TPLF az összecsapások kezdetén az átállt katonákkal, a helyi fegyveres rendőrséggel és milicistákkal együtt csaknem 250 000 embert tudott felsorakoztatni.

## A hadszíntér

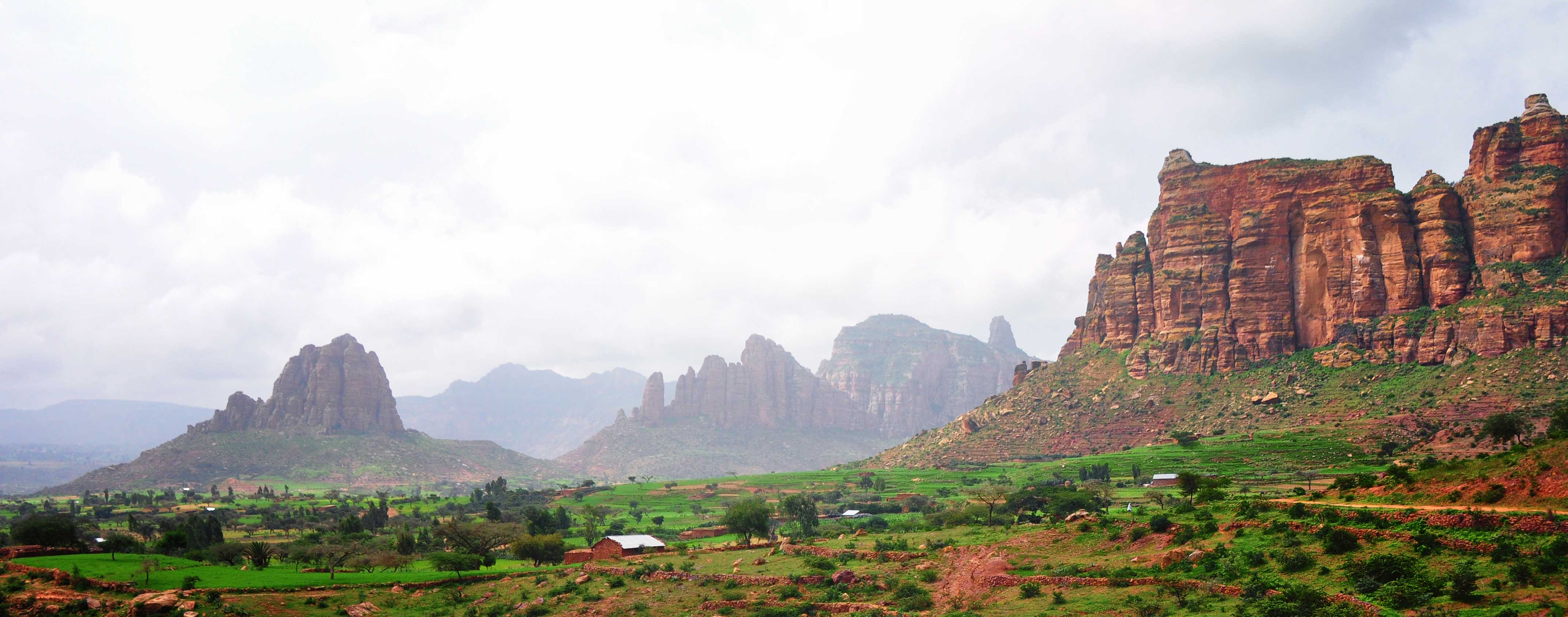
Tigréi táj

A körülbelül 7 millió lakosú Tigré állam az Etióp-magasföld északi részén helyezkedik el. A terület ritkábban lakott nyugati része átlagosan 1000 méter magasságon fekszik és szárazabb szavanna éghajlatú, míg a keleti területeken a fennsík magasabb, itt található a főváros, a 2254 m tengerszintfeletti magasságon fekvő Mek'ele is. A völgyekkel szabdalt bazaltfennsíkból szigetszerűen lapos tetejű hegyek emelkednek ki, ezeket a felszínformákat a helyiek ambáknak nevezik. A hegyláncok 3298 m-es magasságig emelkednek. A termékeny völgyek mezőgazdasági művelés alatt állnak, elsősorban teffet termesztenek, míg a hegyeket gyér erdő, vagy magashegyi bozót borítja. A hegyvidéki terep kedvez a gerilla-hadviselésnek, a helyszínt jól ismerő helyiek számukat jóval meghaladó hadseregek ellen is sikerrel fel tudják venni a harcot. Az úthálózat gyéren kiépített, a földutak pedig a június-júliusi esős évszakban járhatatlanok, ezért az országutak és csomópontok ellenőrzése stratégiai fontosságú.

## A háború menete

### Támadás az Északi Parancsnokság ellen

Az etióp hadsereg offenzívája Tigrében

A TPLF vezetője, Debretsion Gebremichael álláspontja szerint az etióp hadseregben szolgáló tigrinya tisztek révén értesültek arról, hogy a központi kormányzat a terület közvetlen megszállására készül. A tigrinya hadvezetés 2020-ban egy preventív támadásra szánta el magát, hogy megszerezze a katonai kontrollt is a szövetségi állam fölött és megelőzzék az inváziót. Hasonló terv létezését a kormány tagadta.
A TPLF 2020. november 3-án szánta el magát a cselekvésre. Egy vacsorával egybekötött ünnepségre mintegy ezer kormányhű tisztet hívtak meg, majd az este folyamán a TPLF milicistái lerohanták és foglyul ejtették a katonatiszteket. Ezzel egyidőben a TPLF összevonta csapatait a kormány tigréi bázisai mellett, amelyek az úgynevezett Északi Parancsnokságot, Etiópiai egyik katonai körzetét képezik.
Az éjfél utáni órákban, tehát már november 4-én megindult a támadás az öt fő katonai bázis ellen. Agulában és Mek'elében a tigrinya hatóságok komolyabb ellenállás nélkül átvették az irányítást, azonban az adigrati és a danshai bázisokon heves tűzharc tört ki és több százan meghaltak. A legtovább a serói bázis tartott ki, de egy tíz napos ostrom után kifogytak a készletekből és itt is megadták magukat a kormányerők.

### Az etióp hadsereg offenzívája Tigrében és Mekelle ostroma

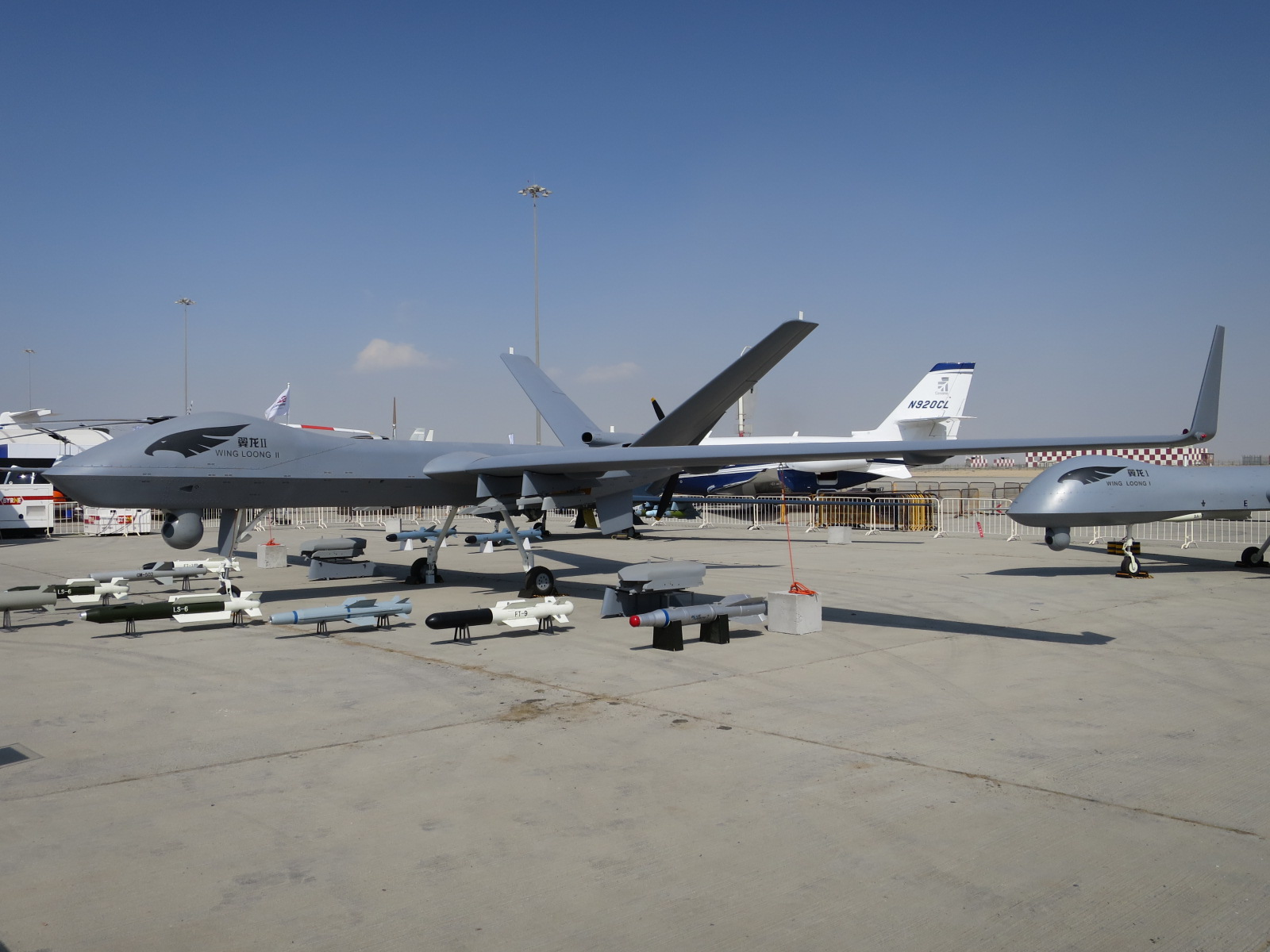
Az Egyesült Arab Emírségek pteroszaurusz drónjai

A támadásokra válaszul az etióp kormány lezárta az internetet és az egyéb kommunikációs csatornákat a szövetségi állam területén és az illegitimnek nyilvánított TPLF-kormány helyett egy központilag kinevezett új regionális kormányt nevezett ki, amely azonban a gyakorlatban nem tudta érvényesíteni hatalmát.  
Bár a TPLF oldalára átállt katonák komolyan meggyengítették  az etióp hadsereget, a kormányerők ellentámadása azonnal megkezdődött. Az amhara milicistákkal kiegészült etióp sereg először Tigré alacsonyabban fekvő nyugati részét foglalta el. Az Abij Ahmeddel jó viszonyt ápoló, a TPLF-fel szemben viszont ellenséges Eritrea is csatlakozott a harcokhoz, a november 9–11-éig tartó humerai csatában már az eritreai tüzérség támogatásával győztek az etiópok. Az Egyesült Arab Emírségek kínai gyártmányú pteroszaurusz harci drónokkal segítette az előrenyomulást, így a légierő hatékonyan szét tudta bombázni a tigrinyák nehéztüzérségét. A gyorsan haladó offenzíva során a B30-as jelzésű autópálya mentén nyomultak végig a kormányerők és november 22-ére ellenőrzésük alá került a három legfontosabb északi város, Shire, Akszúm és Adigrat is. A szövetségi állam északi részét az eritreaiak szállták meg.

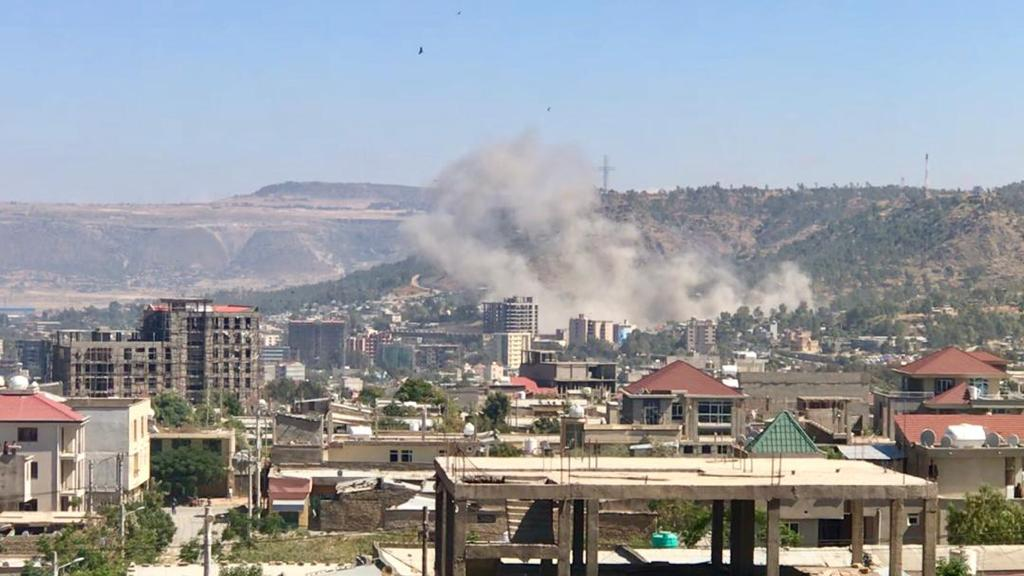
Mek'ele bombázása az etióp hadsereg ostromakor

Ezt követően délről is megindult a támadás Tigré székhelye, Mek'ele ellen. A várost körbezárták és folyamatosan ágyúzták, az ostrom alatt számos civil vesztette életét. Az épületek jelentős részét lerombolták, a Mek'elei Egyetem is súlyos károkat szenvedett. A tigrinya milicisták védelme november 28-án összeomlott és a várost elfoglalták a kormányerők. A vereség katasztrofális volt a TPLF számára, az életben maradt felkelők a hegyekbe menekültek, Debretsion Gebremichael pedig Dél-Szudánba távozott.

### Alula hadművelet

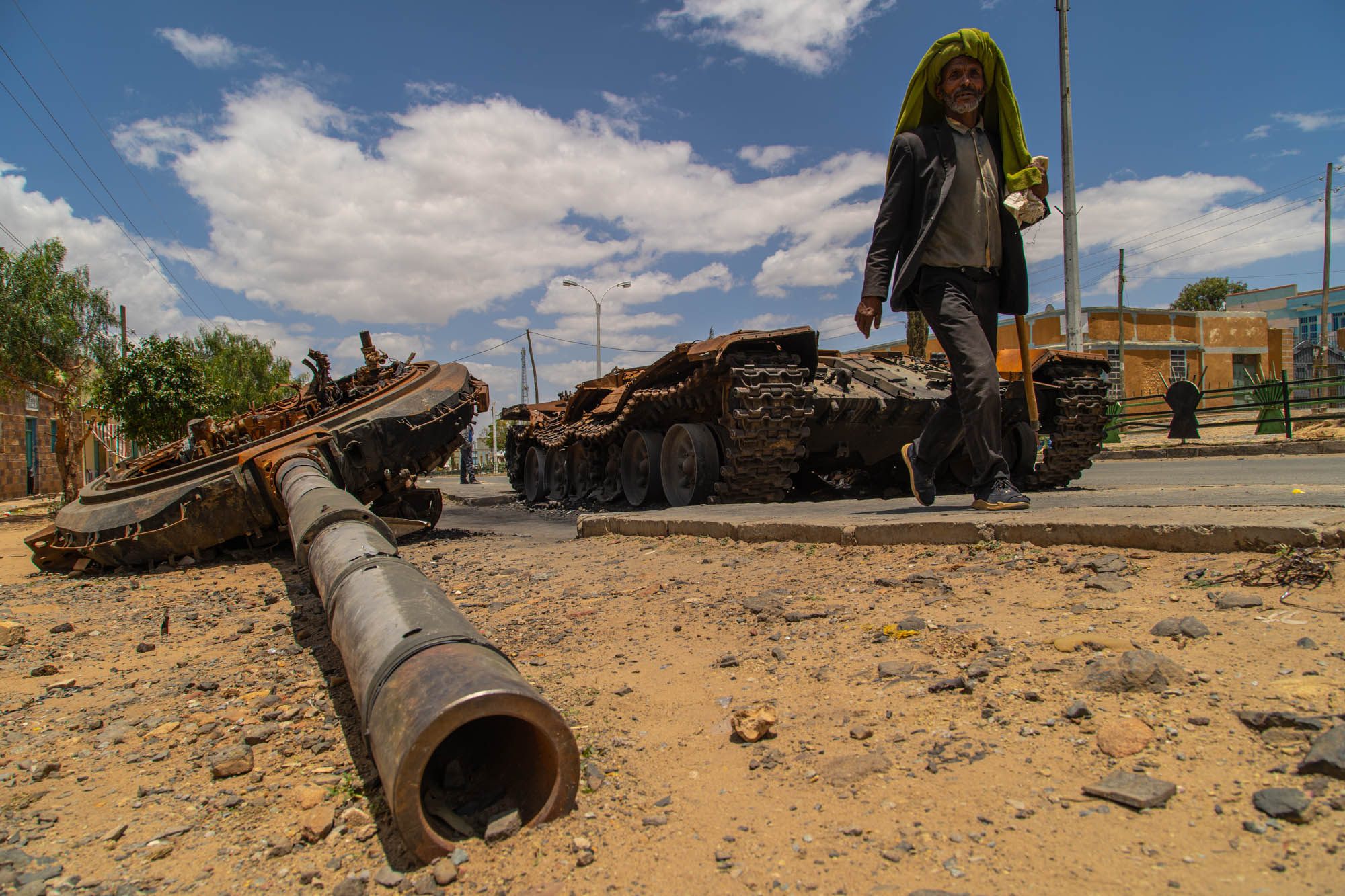
Kilőtt tank Edaga Hamus mellett

A katonai győzelem ellenére Etiópia nem tudta megszilárdítani hatalmát Tigrében. A kormány katonái tömegesen követtek el nemi erőszakot a helyi lakosság körében és a hadjárat során több száz civil halt meg Humera, Síré és Mek'ele bombázásában. A humanitárius válságot elmélyítették az etióp hadsereg (ENDF) és szövetségesei által elkövetett tömegmészárlások is. A kormány oldalán harcoló amhara milícia, a Fano követte el a 92 áldozatot követelő humerai mészárlást, az eritreai hadsereg pedig 800 tigrinya civillel végzett Akszúmban. Kola Tembien városában az etióp és az eritreai erők közösen gyilkoltak meg 182 polgárt.

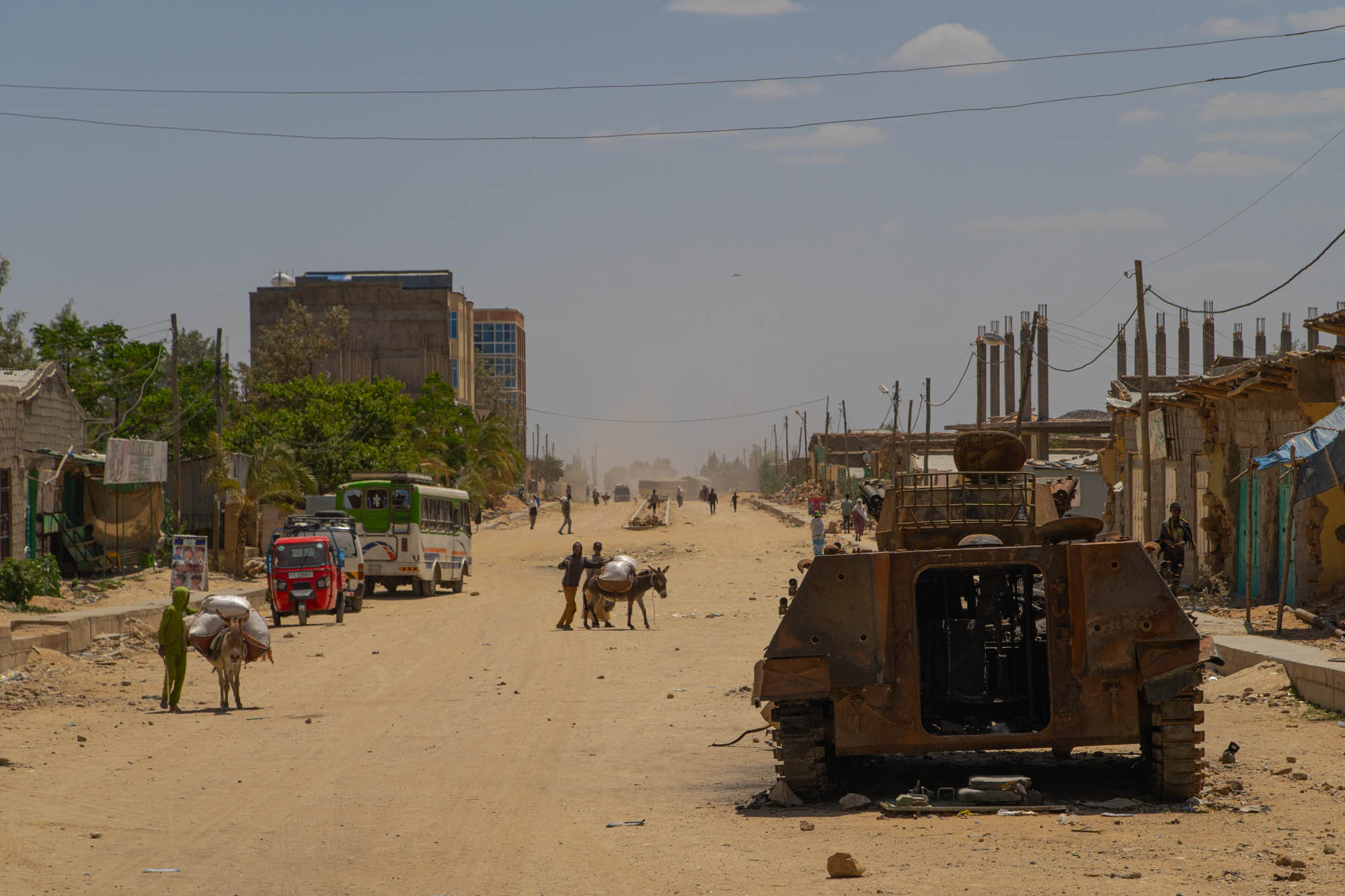
Kiégett páncélozott jármű Hawzen utcáin

Az atrocitások hatására a tigréi lakosság szélesebb rétegei, amelyek eddig nem vettek részt a háborús erőfeszítésekben, a központi kormányzat ellen fordultak és megerősödtek a szövetségi állam függetlenné válását követelő hangok. A TPLF politikájával egyet nem értő tigréi ellenzékiek is csatlakoztak az etióp megszállás ellen harcolókhoz. A kormányerőket gyengítette a demoralizált katonák tömeges dezertálása is, akik nem nem akarták a lázadókat a hegyekbe is követni.
A tigrinya hadsereg Tsadkan Gebretensae vezetésével szerveződött újra, ekkor már Tigréi Védelmi Erők (TDF) néven. A modern afrikai hadviselés egyik legtehetségesebb stratégájának tartott Gebretensae korábban, a TPLF uralma idején az  etióp hadsereg főparancsnokaként szolgált, de később konfliktusba került a tigrinya vezetéssel és eltávolították posztjáról. A harcok kitörésekor visszatért a katonasághoz és a tigréi sereg élére állt. Decemberben és januárban a TDF hatékonyan hajtott végre gerilla akciókat a lakosság támogatásával, így a kormány hiába hirdetett győzelmet, a hegységekben nem tudott előrenyomulni. A 2021- es év tavasza során az etiópok fokozatosan visszaszorultak a városokba és védekező pozíciót vettek fel. Júniusban a kormány még egy nagy offenzívát rendelt el a Tembien-hegységben rejtőző gerillák ellen, azonban váratlanul erős ellenállásba ütköztek és a támadás összeomlott. Ekkor Gebretensae tábornok parancsnoksága alatt megindult az ellentámadás, amely Ras Alula tigrinya származású 19. századi etióp hadvezér után az Alula offenzíva nevet kapta. A támadás váratlanul érte az etiópokat és az eritreaiakat, június 28-án a tigrinyák visszafoglalták Mek'elét, majd bekerítették és sorra megsemmisítették a Tigrében állomásozó egységeket. Az eritreaiak feladták Akszúm, Shire és Adwa védelmét, majd teljesen kiszorultak az országból. A hazai katonai sikerek hatására Debretsion Gebremichael visszatért az országba és újra a felkelés élére állt. A tigrinya források szerint az Alula hadművelet során 18000 kormánykatona halt meg, az invázóban részt vevő 12 hadosztály közül 7 megsemmisült. Győzelmük után a TDF harcosai 6000 etióp hadifoglyot meneteltettek végig Mek'ele utcáin az ünnepség részeként.

### Tigréi anyák hadművelet
Tigré magasan fekvő és sűrűn lakott keleti részének visszafoglalása után 2021. július 6-án megindult az úgynevezett Tigréi anyák hadművelet, amelynek során a tigrinya csapatok megtámadták és visszaszorították a szövetségi állam nyugati és déli részét továbbra is ellenőrzésük alatt tartó kormányerőket. A TDF harcosai ezt követően átlépték Tigré határát és megtámadták a szomszédos Afar államot is. Az offenzíva fő célja a szövetségi államon keresztül haladó, stratégiai fontosságú A1-es autópálya elfoglalása volt, amely Addisz-Abebát köti össze Dzsibuti kikötőjével. Ezzel egy időben a tigrinyák bevonultak Amhara állam északkeleti részére, ellenőrzésük alá vonva Lalibelát, a Világörökség részét képező várost is. A térségben élő agaw népcsoport tagjai megalapították a TDF-fel szövetséges Agaw Felszabadítási Frontot és kimondták elszakadásukat Amharától. A kormányhoz hű amhara és az afar regionális kormányzat a válsághelyzet hatására teljes mozgósítást rendelt el.

### Lázadó koalíció
A tigrinya vezetés szövetségeseket keresett a harcukhoz, így felvették a kapcsolatot az Abij-kormánnyal szintén elégedetlen aktív szeparatista mozgalmakkal szerte az országban. A legjelentősebb ilyen szervezet, a legnagyobb szövetségi államban, Oromiában működő Oromó Felszabadítási Hadsereg (OLA) a tigrinyákkal való szövetkezésben lehetőséget látott a régiójuk függetlenségének kivívására így augusztusban csatlakoztak a TDF-hez. Az Etiópiai Föderalista és Konföderalista Erők Egységfrontja elnevezésű lázadó koalíció végül november 5-én alakult meg kilenc csoport részvételével. Kitűzött céljuk az volt, hogy Etiópia szerte felkeléseket robbantsanak ki, megdöntsék a kormány uralmát és biztosítsák az egyes népek önrendelkezését.
A lázadó csoportok:
- Tigréi Védelmi Erők (TDF)
- Oromó Felszabadítási Hadsereg (OLA)
- Afar Forradalmi Demokratikus Egységfront (ARDUF)
- Szidama Nemzeti Felszabadítási Front (SNLF)
- Szomáli Állam Ellenállás (SSR)
- Benishangul Népi Felszabadítási Mozgalom (BPLM)
- Kimant Demokrata Párt (KDP)
- Gambella Népi Felszabadítási Hadsereg (GPLA)
- Agaw Demokratikus Mozgalom (ADM)[35]

### A tigréi hadsereg déli hadjárata

A TDF és az OLA közös hadjárata

A hivatásos etióp hadsereg súlyosan meggyengült és visszavonulásra kényszerült. Az eddig védekező tigrinyák vezérkara a fejlemények láttán úgy határozott, hogy egy hadjárattal elfoglalják Addisz-Abebát és a főváros bevételével megadásra kényszerítik Abij Ahmedet. Az offenzíva a Tigrét a fővárossal összekötő A2-es jelzésű autópálya mentén indult meg 2021. október 31-én. A tigrinyák és a velük szövetséges oromó felkelők fokozatosan haladtak előre, elfoglalták Dessiet (okt. 31) és Kombolchát is (nov. 2), november 23-án pedig már az Addisz-Abebától alig 130 km-re fekvő Debre Berhanban zajlottak a harcok. Az elfoglalt amhara városokban a tigrinya katonák súlyos atrocitásokat követtek el, jellemzőek voltak a tömeges gyilkosságok, a fosztogatás és a nemi erőszak.
A teljes összeomlás által fenyegetett etióp kormányzat vészhelyzetet hirdetett, Abij Ahmed pedig a frontra ment vezetni hadműveleteket, ezalatt az ország mindennapi ügyeinek vezetését a miniszterelnök-helyettes,  Demeke Mekonnen vette át. Az ország számos vezető politikusa, kulturális személyisége és sportolója szólalt fel a felkelők támadása ellen, az egyik etióp olimpikon, Haile Gebrselassie is csatlakozott a hadsereghez. A kormányzat Addisz-Abebában önvédelmi fegyveres milíciákat szervezett és minden lakosnak fegyvert osztottak. A harci tapasztalattal nem rendelkező vidéki parasztok és városi fiatalok is tömegével csatlakoztak a sereghez. Az alig néhány hétig tartó kiképzést kapott újoncok az elemzések szerint ezrével, esetleg tízezrével estek el a frontokon, mivel nem tudták felvenni a versenyt a jobban képzett és sokszor jobban felszerelt tigrinya felkelőkkel. A hatalmas számbeli túlerő azonban végül meghátrálásra kényszerítette a lázadókat és az etióp kormányerők visszafoglalták a déli hadjárat során tigrinya kézre került területeket. 2021 november 26.-a és december 6.-a között az Ahmed vezette erők bevonultak Dessiebe és Kombolchába, újra a kormány kezére került Lalibela is, majd egészen a tigréi határig nyomultak.

### A háború jelenlegi fázisa
A 2021. december 6-ától napjainkig (2022. június 2.) tartó időszakban a frontvonalak megszilárdultak, a TDF ellenőrzi Tigré tartományt, de a környező szövetségi államokból nagyrészt kiszorultak a felkelők. A szórványos összecsapások folyamatosak és a kormány légiereje is rendszeresen hajt végre légitámadásokat a régióban. A bombázások 2022 januárjában voltak a legintenzívebbek, ekkor több mint száz civil halt meg.

## Békefolyamat

### Tárgyalási kísérletek a háború alatt
A háború kezdete óta mindkét fél igyekezett béketárgyalásokat létrehozni és nemzetközi közvetítőket bevonni a folyamatba. Közvetlenül a harcok kirobbanása után, 2020. november 9-én Debretsion Gebremichael az Afrikai Unióhoz fordult, hogy tárgyalások útján segítsen rendezni a helyzetet, de ekkor az Abij Ahmed vezette kormányzat elutasított minden párbeszédet a lázadókkal és az Unióval, azzal az indokkal hogy Etiópia szuverén országként képes önállóan helyreállítani a rendet. 2020-ban november 25 és 27 között az Afrikai Unió három volt államfőből álló küldöttsége látogatta meg az országot és független megfigyelőként igyekeztek közvetíteni is. Az északkelet-afrikai államokat tömörítő Kormányközi Fejlesztési Hatóság (IGAD) országai december 20-án vészhelyzeti tanácskozást tartottak az etiópiai válsággal kapcsolatban Dzsibutiban, a gyűlésen megfogalmazott nyilatkozatban a tagországok kiálltak az alkotmányos rend fenntartása mellett Etiópiában és sürgették a humanitárius segélyek minél gyorsabb eljuttatását a tigréi régióba. 2021. február 19-én a TPLF bejelentette, hogy hajlandó béketárgyalásokat folytatni abban az esetben, ha a kormányzat elfogadja 8 követelésüket. A pontok között szerepelt a tigréi kormányzat elismerése az etiópok által, egy nemzetközi vizsgálóbizottság felállítása a háborús bűnökkel kapcsolatban és az általános amnesztia a felkelők számára.

### Tűzszünet és békeszerződés
2022 novemberében tűzszünet lépett életbe, decemberben megindult a békefolyamat és a következő év januárjára lényegét tekintve véget ért a rendkívül véres háború. Ennek ellenére a humanitárius helyzet még mindig nem mondható stabilnak és továbbra is fennáll az újabb éhínség lehetősége.

## Humanitárius krízis

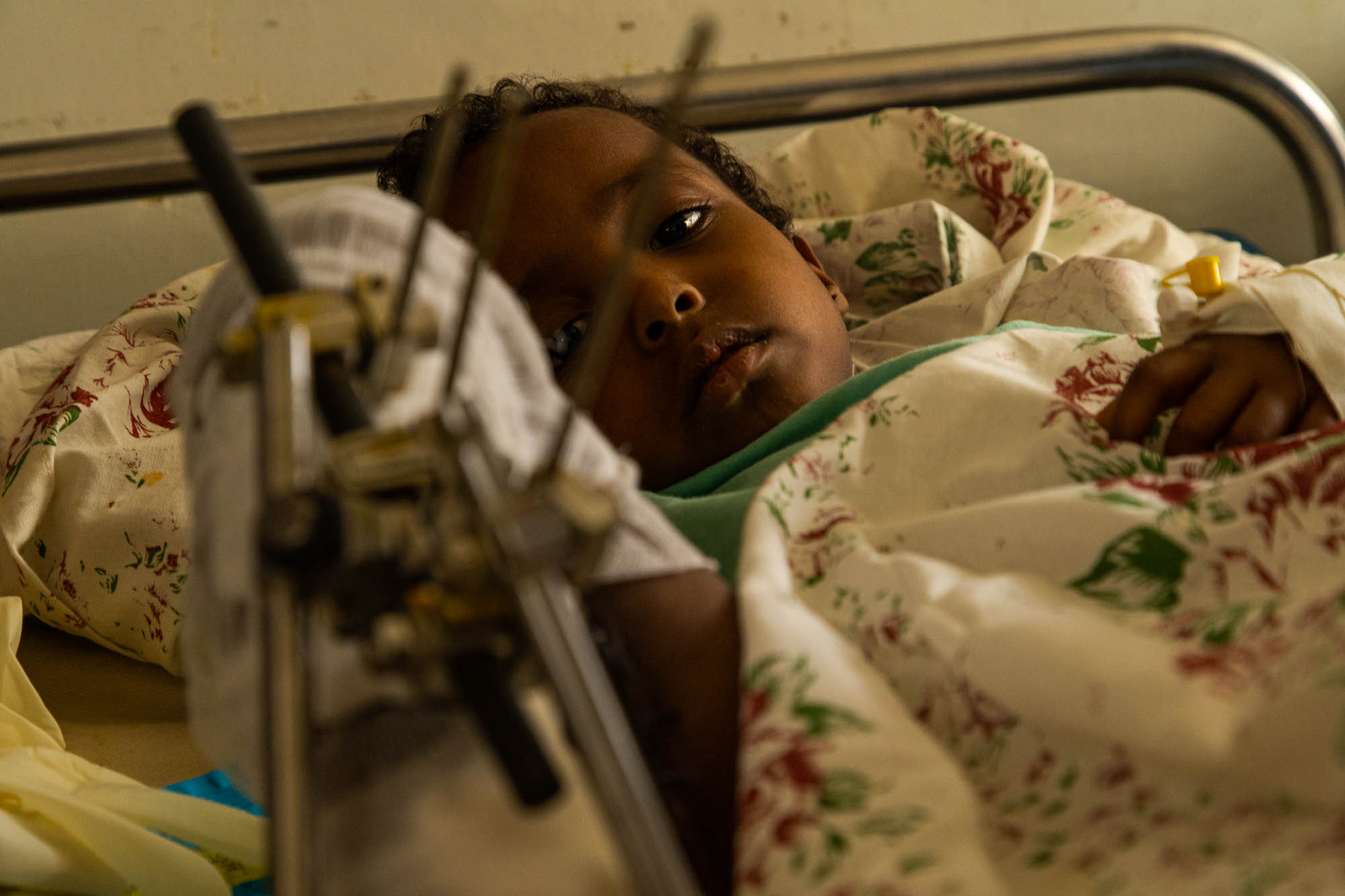
Lövésektől és késszúrásoktól megsebesült gyermek Mek'elében

### Éhínség
2021. június 10-én az UNICEF figyelmeztetést tett közzé, hogy Tigrét humanitárius katasztrófa és éhínség fenyegeti, s vagy 350 ezer éhező lakosból súlyosan alultáplált gyermekek tízezrei várhat éhhalál. A katasztrófahelyzet legfőbb oka, hogy a térségben harcoló fegyveres csoportok akadályozzák az élelmiszer segélyek célba érését. A konfliktusban eddig több ezer ember halt meg, körülbelül egymillióan elmenekültek és a térség elszigetelődött a külvilágtól. Az Egyesült Államok ezenfelül megvádolta Etiópiát, hogy etnikai tisztogatást végez a tigre népcsoport között.
A júliusi felmérés már 400 ezerre tette azok számát, akik súlyosan közel állnak az éhhalálhoz. További 1,8 millió ember van az éhínség küszöbén.

## Háborús bűnök

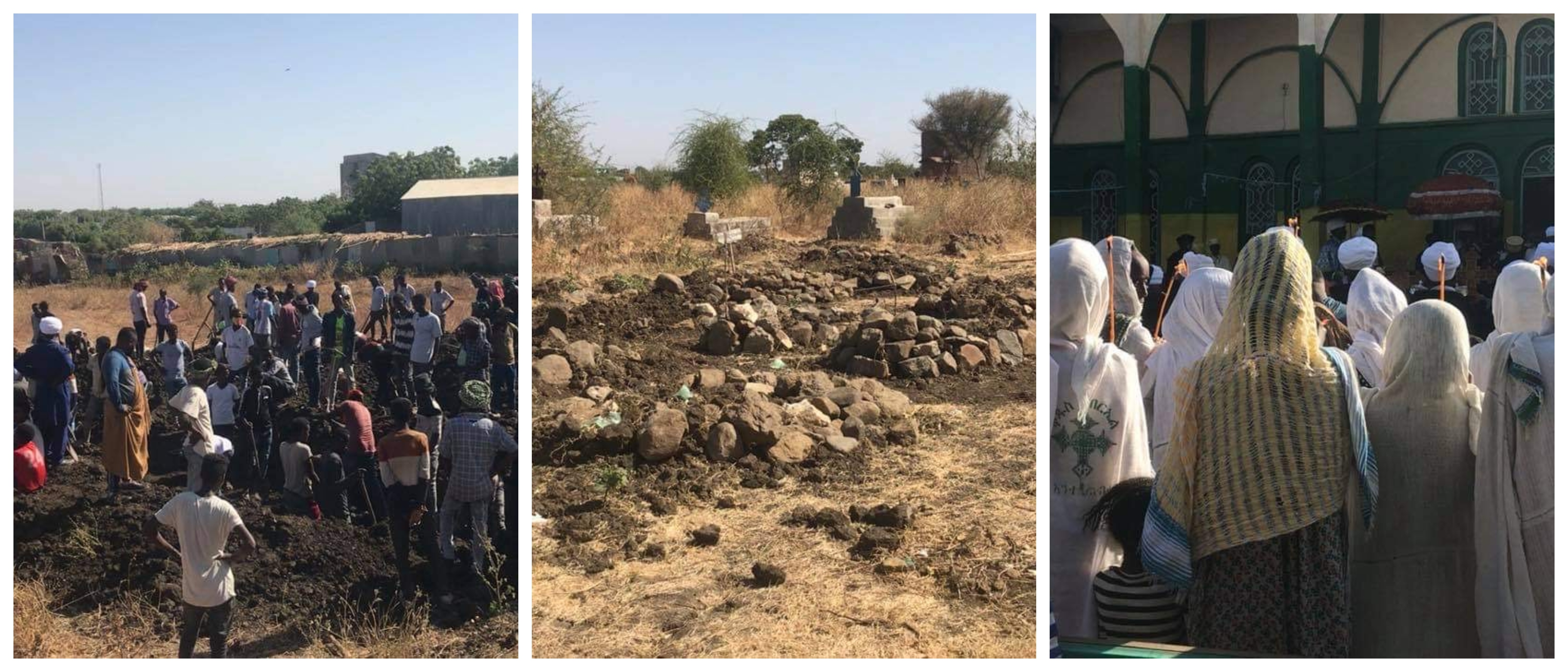
Tömegsírok és temetés Maikadrában

### Etnikai tisztogatás és népirtás
Augusztusban a Tekeze folyó nagyjából 50 tigrinya menekült holttestét sodorta a szomszédos Szudán területére. Egyeseken lőtt sebek voltak, másoknak összekötözték a kezüket. Az információt szudáni egészségügyi dolgozók és más menekültek is megerősítették. A Tigréből elmenekült orvos Tewodros Tefera szerint még több áldozat is lehet. Többen, így a BBC is úgy sejti, hogy az etióp hadsereg etnikai tisztogatásokat végez a tigrinyák között, míg az etióp kormány az egészet a tigrinyák propagandakampányának tartja.

### Legnagyobb mészárlások listája
| Dátum           | Helyszín     | Elkövető                                   | Áldozatok száma |
| --------------- | ------------ | ------------------------------------------ | --------------- |
| 2020. 11. 9-10. | Mai Kadra    | amhara milicisták                          | 600-1100        |
| 2021. 09. 09.   | Kobo         | TDF                                        | 600             |
| 2021. 04. 12.   | Wukro Maray  | EDF                                        | 300+            |
| 2020. 12. 4-7.  | Ziban Gedena | EDF                                        | 300             |
| 2020. 11. 19.   | Hitsats      | Vitatott: a TPLF és az EDF egymást vádolja | 300             |
| 2021. 03. 1-3.  | Humera       | amhara milicisták                          | 250             |